# ザポリージャ火力発電所
ザポリージャ火力発電所(ウクライナ語: Запорізька ТЕС)は、ウクライナのエネルホダルにソビエト連邦によって建設された大型火力発電所（DRES）。発電所は1971年から1977年の間に建設された。2つの320メートル (1,050 ft)の高さをもつ煙道ガススタックがあり、ウクライナで最も高い自立構造物のひとつである。2022年3月4日、隣接するザポリージャ原子力発電所とともにロシア軍によって占領された。ウクライナで最も強力な火力発電所であり、発電容量は3,650MWeである。その主な燃料は石炭だが、天然ガスや燃料油を燃焼させることもでき、石炭置場に隣接する敷地内に予備燃料用のタンク貯蔵庫がある。
ザポリージャ火力発電所には、煙道ガスの脱硫システムが装備されておらず、この火力発電所は、2つの煙突のいずれかからガスが排出される前に、電気集塵機を使用してフライアッシュを除去する。他の多くの石炭火力発電所と同様、敷地内には135ヘクタール（333エーカー）の石炭灰池があり、ボイラーからの石炭灰はパイプでこの池に送られ、処分される。
送電線が反対方向に陸上を走っている原子力発電所とは異なり、火力発電所には、発電所の変電所からドニエプル川を直接横切って走る送電線があり、ウクライナの南部地域に電力を分配している。そのため、隣接する原子力発電所と良好なエネルギーバランスを維持するのに役立っている。

## ユニット仕様
2021年1月1日の時点で、ザポリージャ火力発電所の設備容量は3,650MWである。
- それぞれ300MWの2ユニット。 2.4CCI-312ボイラーおよびK-300-240-2タービンを使用。
- それぞれ325MWの2ユニット。 1.3CCI-312ボイラーおよびK-325-23.5タービンを使用。
- それぞれ800MWの3ユニット。 5.7ボイラーTGMP-204/AおよびタービンK-800-240-3は保護されています

グリッドサービスをテストするために、2021年に小さな1MWグリッドバッテリーが追加された。

## 2021年の事故
2021年2月3日、エノゴダール市全体と近隣のいくつかの町が停電した。これは、ザポリージャ火力発電所での事故が原因で、当局によると、発電所の出力がゼロに低下したという。
Centrenergoによると、プラントオペレーターは次のように述べている。
ザポリージャ火力発電所の第1発電機と、クラコフスカヤ火力発電所の第9発電機の伝熱部へのダメージにより引き起こされた。現在はエンジニアが損傷を取り除いており、修理後は再稼働させることを約束する。このような技術的な破壊は、どのような汽力発電においても、特に高負荷な時期において起こる可能性のあることである。
システムのバランスをとるために、KrivorozhskayaTPPのパワーユニットNo.10は予定より早く修理から復帰した。さらに、NEC Ukrenergoの指揮により、BurshtynskayaTPPの9号機と12号機およびDobrotvorskayaTPPの7号機が送電網に同期し、電力の供給を開始した。